# PGI Management
Pas Grau Internacional és una companyia global andorrana de gestió d'estacions d'esquí. PGI és la subsidiària encarregada del negoci internacional de SAETDE (Pas de la Casa - Grau Roig al Comú d'Encamp) - Grandvalira.

## Història
Els orígens de Pas Grau Internacional es remunten a l'1 de desembre de 1957 quan oficialment es va obrir el primer remuntador a Pas de la Casa, a Andorra, prop de la frontera amb França. A l'estiu, Francesc Viladomat, fundador de la companyia, havia iniciat els ha treballat a través de la companyia Teleesquís Viladomat.
De 1957 a 1967 l'estació creada pel Sr. Viladomat va anar creixent i incorporant instal·lacions amb la tecnologia més actual del seu temps a Pas de la Casa. El 22 de novembre de 1967, SAETDE (Societat Anònima d'Equipament Turístic-Esportiu de la Parròquia d'Emcamp) es va crear com a companyia que gestionava dos remuntadors. El 14 d'agost, Francesc Viladomat i el Comú d'Encamp van firmar l'acord de fusió de les dues companyies.
De 1967 a 2004, Pas de la Casa Grau Roig va desenvolupar noves instal·lacions, incloent-hi un telecadira de sis places, el Funicamp (una góndola de 6.137 metres de longitud), restaurants, un estadi FIS, etc., convertint així l'estació en la més gran dels Pirineus.
L'octubre de 2003 es va crear el nou domini Grandvalira fruit de la fusió comercial entre Pas de la Casa-Grau Roig i Soldeu-el Tarter.
L'any 2005, Joan Viladomat, fill de Francesc Viladomat, va fundar Pas Grau Internacional per promocionar, assessorar i gestionar projectes internacionals d'esquí i de muntanya. Amb Pas Grau Internacional, Grandvalira / SAETDE apalanca el coneixement adquirit durant gairebé seixanta anys i ho exporta a altres destinacions de muntanya.

## Serveis
Els serveis que ofereix Pas Grau Internacional inclouen des de la realització del Pla de Negoci, fins al disseny de l'estació d'esquí, la seva construcció i la gestió. Entre els serveis de disseny i construcció s'inclou la identificació d'oportunitats, la selecció i coordinació de proveïdors, i l'anàlisi de retorn de la inversió. En els darrers anys, Pas Grau Internacional aposta per la reconversió de les estacions d'esquí en estacions de muntanya per impulsar les destinacions de muntanya com a motors de l'activitat econòmica i turística durant tot l'any.
Els serveis d'operació i gestió són els més importants: 
- gestió de les estacions d'esquí (remuntadors, pistes, producció de neu i trepitjat),
- desenvolupament del negoci de muntanya (escola d'esquí, restauració, activitats d'hivern i d'estiu, hotels, botigues i lloguer)
- vendes i màrqueting (posicionament, preus, operacions de venda i central de reserves)
- serveis de suport (TIC, administració i finances, recursos humans i serveis compartits).

En serveis de consultoria: 
- estratègia de negoci,
- anàlisi de processos i redisseny de les operacions,
- Benchmarking i intel·ligència de mercat
- Innovació
- desestacionalització de la demanda turística per distribuir-la durant tot l'any.

## Projectes principals

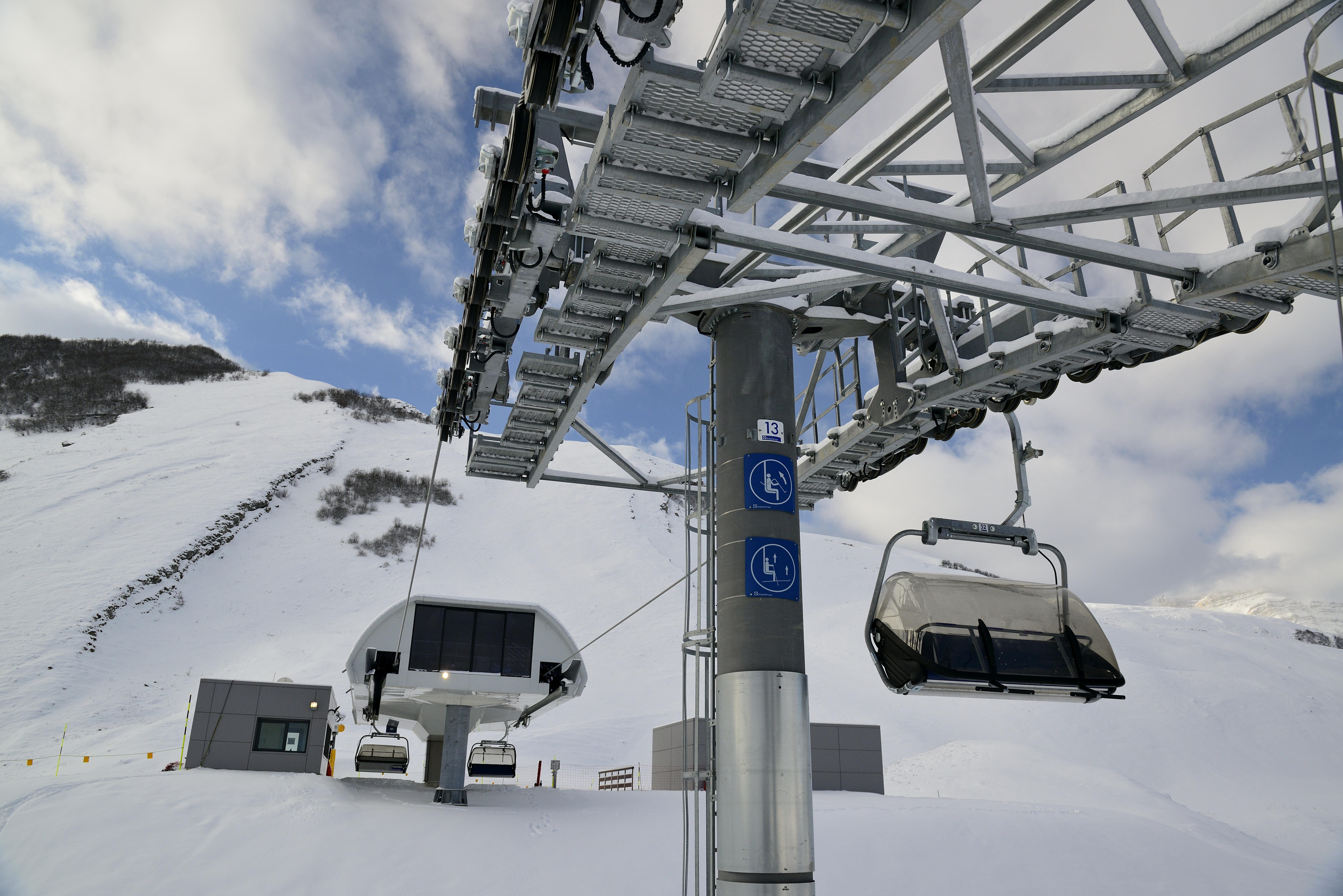
Remuntadors en servei a Shahdag

Pas Grau Internacional ha assessorat i operat estacions com ara GranPallars (Pirineus catalans, Espanya), Shahdag Mountain Resort (Azerbaidjan) on a més ha creat l'equip d'esquí de muntanya, GrandErzurum: Palandöken & Konakli (Erzurum, Turquia), Gavarnie, Gedre, França), Hautacam (França), Calafate Mountain Park (Argentina), Shymbulak (Almati, ⁣Kazakhstan) i Amirsoy (Uzbekistan).
Pas Grau Internacional ha format part d'un consorci internacional pel desenvolupament de Kok Zhailau (Almati, Kazakhstan) i va desenvolupar el màster pla per la renovació i posicionament de Bovec (Eslovènia). Un dels seus primers projectes va ser un acord de formació per l'estació Ski Himalayas Resort (Manali, Índia).
A Andorra, Pas Grau Internacional a desenvolupat projectes amb els Comuns d'Ordino i d'Encamp tanmateix ha estat vetada pel Comú de Canillo tot i tenir una àmplia experiència per la rivalitat històrica entre SAETDE i Canillo.